# 茗荷海林檎
茗荷海林檎（學名：Lepadocrinites），又作茗荷海百合，是生存在志留紀的一種海林檎。牠們的萼為橢圓形，由許多巨大的骨板組成，並長有巨大的菱形呼吸孔。五個步帶很長，上面長有很多腕羽。柄很長，呈錐狀，由長有脊骨的柱組成，靠近殼的小柱很短，但在柄上的要更長一些。牠們利用根附著在海底的基層上，以濾食維生。